# Elezioni presidenziali negli Stati Uniti d'America del 1828
Le elezioni presidenziali negli Stati Uniti d'America del 1828 furono l'11° tornata elettorale quadriennale e si tennero da venerdì 31 ottobre a martedì 2 dicembre; fu caratterizzata dalla ripetizione della sfida tra il presidente in carica John Quincy Adams e Andrew Jackson, il quale era già riuscito ad ottenere la maggioranza relativa dei grandi elettori del collegio elettorale nelle precedenti elezioni del 1824.
Adams era sostenuto dal Partito Repubblicano Nazionale, mentre Jackson dal Partito Democratico. Entrambe queste formazioni erano nuove, eredi di correnti del disciolto Partito Democratico-Repubblicano. 
Jackson e il suo principale alleato Martin Van Buren consolidarono le basi dei propri suffragi nel profondo Sud e nello Stato di New York e sconfissero facilmente Adams. Il Partito Democratico ricevette voti sia dai sostenitori di Jackson sia da quelli di William Harris Crawford (i "vecchi repubblicani") e del vicepresidente in carica John Calhoun. Jackson poté in tal maniera diventare il primo presidente statunitense il cui Stato di origine non era né il Massachusetts né la Virginia.
La legge sui dazi doganali del 1828, indicata dai suoi oppositori come la "Tariff of Abominations", era stata promulgata nel corso dell'anno, aumentando così le imposte doganali fino al 60%; anche se era riuscita a passare solamente di stretta misura alla Camera dei Rappresentanti, risultò da subito assai impopolare negli Stati meridionali, in quanto essi importavano materiali e merci prevalentemente dall'estero. Jackson e i Democratici vi si opposero con forza, anche se non riuscirono ad impedirne la promulgazione seppur temporanea; la posizione nei riguardi di questa legge portò ad a una decisa divisione del voto in due fazioni territoriali: quello del nord andato ad Adams e quello meridionale a Jackson. 
L'elezione inaugurò la cosiddetta "democrazia jacksoniana", segnando la transizione dal "primo sistema partitico" (che aveva visto la democrazia jeffersoniana) al secondo sistema partitico. Con l'espansione in corso del diritto di voto alla maggior parte degli uomini bianchi vi fu inoltre una forte espansione dell'elettorato, con il 9,5% degli statunitensi che votarono per l'elezione del presidente rispetto al 3,4% di quattro anni prima.
Gli storici dibattono sul ruolo che l'elezione ebbe nella storia nazionale; molti di loro sostengono che abbia segnato l'inizio della politica statunitense moderna, con la decisiva istituzione della democrazia rappresentativa e l'instaurazione permanente di un sistema sostanzialmente bipartitico.
Nella mappa dei risultati a lato il colore blu indica gli Stati vinti da Jackson e Calhoun/Smith, mentre il giallo quelli conquistati da Adams/Rush; i numeri raffigurano i voti elettorali assegnati a ciascuno Stato.

## Contesto
Andrew Jackson aveva ottenuto la maggioranza relativa alle elezioni del 1824, ma a essere eletto fu John Quincy Adams, poiché l'elezione fu demandata alla Camera dei Rappresentanti (secondo i termini del XII emendamento, per cui un'elezione presidenziale in cui nessun candidato riesce a raggiungere la maggioranza assoluta del collegio elettorale deve essere decisa dalla Camera dei Rappresentanti).
Henry Clay, candidato rivale di Jackson e presidente della Camera di Rappresentanti all'epoca, disprezzava Jackson, in parte a causa della loro lotta per conquistare i voti dei neonati territori del West; scelse pertanto di sostenere Adams, consentendo a questi di essere eletto già alla prima votazione.
Pochi giorni dopo l'elezione Adams nominò lo stesso Clay segretario di Stato, una posizione che in quel periodo era considerata ideale per poi candidarsi alla presidenza. Jackson e i suoi seguaci accusarono immediatamente Clay e Adams di aver siglato un "affare corrotto" (corrupt bargain) e continuarono ad attaccare e accusare il presidente fino alla nuova scadenza elettorale del 1828.
All'indomani delle elezioni del 1824 il Partito Democratico-Repubblicano nazionale si sfaldò e la politica nazionale si polarizzava sempre più tra i sostenitori di Adams e quelli di Jackson. Anticipando la sfida presidenziale i jacksoniani accrebbero di numero e peso al Congresso alle elezioni di metà mandato del 1826; Andrew Stevenson, alleato di Jackson, fu scelto come nuovo presidente della Camera nel 1827 battendo John W. Taylor, alleato di Adams.

## Nomination
Dopo appena pochi mesi dall'entrata in carica di John Quincy Adams nel 1825, la Camera dei rappresentanti del Tennessee rinominò Jackson come candidato alla presidenza, ponendo così le basi per una nuova competizione tra questi due politici molto diversi tre anni dopo. Gli oppositori congressuali di Adams, tra cui Martin Van Buren, ex sostenitore di William Harris Crawford, si radunarono attorno al nuovo leader carismatico.
I sostenitori di Jackson si definirono "Democratici" e si organizzarono formalmente come Partito Democratico poco dopo la sua elezione. Nella speranza di unire coloro che si opponevano ad Adams, Jackson scelse come proprio candidato vicepresidente John Calhoun, il vicepresidente in carica sotto Adams stesso. Non si tenne nessun caucus o Convention nazionale per definire ed approvare le nomine.

### Democratici
| Candidati del Partito Democratico, 1828              |                                                           |
| Andrew Jackson                                       | John C. Calhoun                                           |
| per Presidente                                       | per Vice Presidente                                       |
|                                                      |                                                           |
| Ex senatore per il Tennessee (1797-1798 & 1823-1825) | 7° Vicepresidente degli Stati Uniti d'America (1825-1832) |
|                                                      |                                                           |

### National Republican Party
Il presidente Adams e i suoi alleati, tra cui il segretario di stato Clay e il senatore Daniel Webster del Massachusetts, divennero noti come "Repubblicani nazionali"; erano molto meno organizzati dei Democratici tanto che numerosi leader di partito non si adeguarono alla nuova era della "campagna popolare". Adams ottenne la nomina sulla base delle indicazioni dei parlamenti statali e di congressi del partito; come accadde anche con i Democratici non venne tenuto nessun caucus o Convention nazionale.
Adams scelse il segretario al tesoro Richard Rush come proprio vice, un cittadino della Pennsylvania noto per le sue idee a favore del protezionismo. Il presidente in carica, popolare nella Nuova Inghilterra, sperò di riunire attorno a sé una coalizione in cui Clay attirasse gli elettori occidentali, Rush quelli degli Stati centrali e Webster gli ex membri del Partito Federalista.
| Candidati Nazional Repubblicani, 1828                 |                                     |
| John Quincy Adams                                     | Richard Rush                        |
| per Presidente                                        | per Vice Presidente                 |
|                                                       |                                     |
| 6° Presidente degli Stati Uniti d'America (1825-1829) | 8° Segretario al tesoro (1825-1829) |
| Campaign                                              |                                     |

## Risultati
Le votazioni iniziarono il 31 ottobre in Ohio e Pennsylvania e si conclusero il 13 novembre con i risultati della Carolina del Nord. Il Collegio elettorale si riunì il 3 dicembre. Il presidente vinse quasi esattamente gli stessi Stati che suo padre John Adams aveva ottenuto alle elezioni presidenziali del 1800: gli Stati del New England, del New Jersey e del Delaware, con l'aggiunta del Maryland. Jackson conquistò tutti gli altri, consentendogli una vittoria schiacciante.
Fu l'ultima volta in cui i Democratici conquistarono il Kentucky fino alle elezioni presidenziali del 1856 e l'ultima in cui ottennero la Carolina del Sud fino alle elezioni presidenziali del 1840. Sono anche le uniche elezioni in cui il Maine, il New Hampshire, il New Jersey e il Vermont votarono per i repubblicani nazionali e l'ultima volta che il New Hampshire votò contro i Democratici fino al 1856 e l'ultima che il Maine lo fece fino al 1840. Fu anche l'unica in cui si verificò un risultato non unanime nel Maine fino alle elezioni presidenziali del 2016.
| Candidato         | Partito                        | Voti      | % voti | Grandi Elettori |
| ----------------- | ------------------------------ | --------- | ------ | --------------- |
| Andrew Jackson    | Partito Democratico            | 642.553   | 56,0%  | 178             |
| John Quincy Adams | Partito Repubblicano Nazionale | 500.897   | 43,6%  | 83              |
| Altri             |                                | 4.568     | 0,4%   | 0               |
| Totale            |                                | 1.148.018 | 100,0% | 261             |

### Risultati per Stato

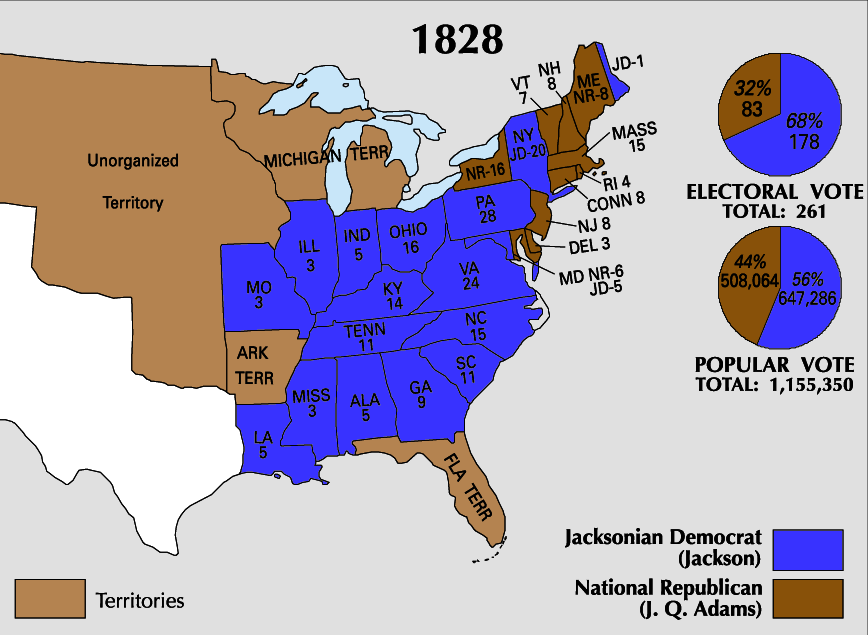

| Alabama                      | 5   | 16.736              | 89,89               | 5                   | 1.878               | 10,09               | -                   | 18.618    | AL |  |  |  |  |  |  |  |
| Carolina del Nord            | 15  | 37.814              | 73,07               | 15                  | 13.918              | 26,90               | -                   | 51.747    | NC |  |  |  |  |  |  |  |
| Carolina del Sud             | 11  | senza voto popolare | senza voto popolare | 11                  | senza voto popolare | senza voto popolare | senza voto popolare | -         | SC |  |  |  |  |  |  |  |
| Connecticut                  | 8   | 4.448               | 22,95               | -                   | 13.829              | 71,36               | 8                   | 19.378    | CT |  |  |  |  |  |  |  |
| Delaware                     | 3   | senza voto popolare | senza voto popolare | senza voto popolare | senza voto popolare | senza voto popolare | 3                   | -         | DE |  |  |  |  |  |  |  |
| Georgia                      | 9   | 19.362              | 96,79               | 9                   | 642                 | 3,21                | -                   | 20.004    | GA |  |  |  |  |  |  |  |
| Illinois                     | 3   | 9.560               | 67,22               | 3                   | 4.662               | 32,78               | -                   | 14.222    | IL |  |  |  |  |  |  |  |
| Indiana                      | 5   | 22.201              | 56,62               | 5                   | 17.009              | 43,38               | -                   | 39.210    | IN |  |  |  |  |  |  |  |
| Kentucky                     | 14  | 39.308              | 55,54               | 14                  | 31.468              | 44,46               | -                   | 70.776    | KY |  |  |  |  |  |  |  |
| Louisiana                    | 5   | 4.605               | 53,01               | 5                   | 4.082               | 46,99               | -                   | 8.687     | LA |  |  |  |  |  |  |  |
| Maine                        | 9   | 13.927              | 40,03               | 1                   | 20.773              | 59,71               | 8                   | 34.789    | ME |  |  |  |  |  |  |  |
| Maryland                     | 11  | 22.782              | 49,75               | 5                   | 23.014              | 50,25               | 6                   | 45.796    | MD |  |  |  |  |  |  |  |
| Massachusetts                | 15  | 6.012               | 15,39               | -                   | 29.836              | 76,36               | 15                  | 39.074    | MA |  |  |  |  |  |  |  |
| Mississippi                  | 3   | 6.763               | 81,05               | 3                   | 1.581               | 18,95               | -                   | 8.344     | MS |  |  |  |  |  |  |  |
| Missouri                     | 3   | 8.232               | 70,64               | 3                   | 3.422               | 29,36               | -                   | 11.654    | MO |  |  |  |  |  |  |  |
| New Hampshire                | 8   | 20.212              | 45,90               | -                   | 23.823              | 54,10               | 8                   | 44.035    | NH |  |  |  |  |  |  |  |
| New Jersey                   | 8   | 21.809              | 47,86               | -                   | 23.753              | 52,12               | 8                   | 45.570    | NJ |  |  |  |  |  |  |  |
| New York                     | 36  | 139.412             | 51,45               | 20                  | 131.563             | 48,55               | 16                  | 270.975   | NY |  |  |  |  |  |  |  |
| Ohio                         | 16  | 67.596              | 51,60               | 16                  | 63.453              | 48,40               | -                   | 131.049   | OH |  |  |  |  |  |  |  |
| Pennsylvania                 | 28  | 101.457             | 66,66               | 28                  | 50.763              | 33,34               | -                   | 152.220   | PA |  |  |  |  |  |  |  |
| Rhode Island                 | 4   | 820                 | 22,91               | -                   | 2.755               | 76,96               | 4                   | 3.580     | RI |  |  |  |  |  |  |  |
| Tennessee                    | 11  | 44.293              | 95,19               | 11                  | 2.240               | 4,81                | -                   | 46.533    | TN |  |  |  |  |  |  |  |
| Vermont                      | 7   | 8.350               | 25,43               | -                   | 24.363              | 74,20               | 7                   | 32.833    | VT |  |  |  |  |  |  |  |
| Virginia                     | 24  | 26.854              | 68,99               | 24                  | 12.070              | 31,01               | -                   | 38.924    | VA |  |  |  |  |  |  |  |
| Stati Uniti:                 | 261 | 642.553             | 55,97               | 178                 | 500.897             | 43,63               | 83                  | 1.148.018 | US |  |  |  |  |  |  |  |
| MAGGIORANZA GRANDI ELETTORI: | 131 |                     |                     |                     |                     |                     |                     |           |    |  |  |  |  |  |  |  |

## Conseguenze
Rachel Jackson aveva avuto forti dolori al petto per tutta la durata della campagna elettorale e la situazione si aggravò sempre più per colpa degli attacchi personali al riguardo del suo matrimonio; si ammalò seriamente e morì il 22 dicembre del 1828. Jackson accusò Adams, e Henry Clay ancora di più, di aver causato la sua morte, dicendo: "posso perdonare tutti i miei nemici, ma quei miserabili disgraziati che l'hanno sottoposta alla più feroce calunnia devono guardare a Dio per ottenerne la pietà".

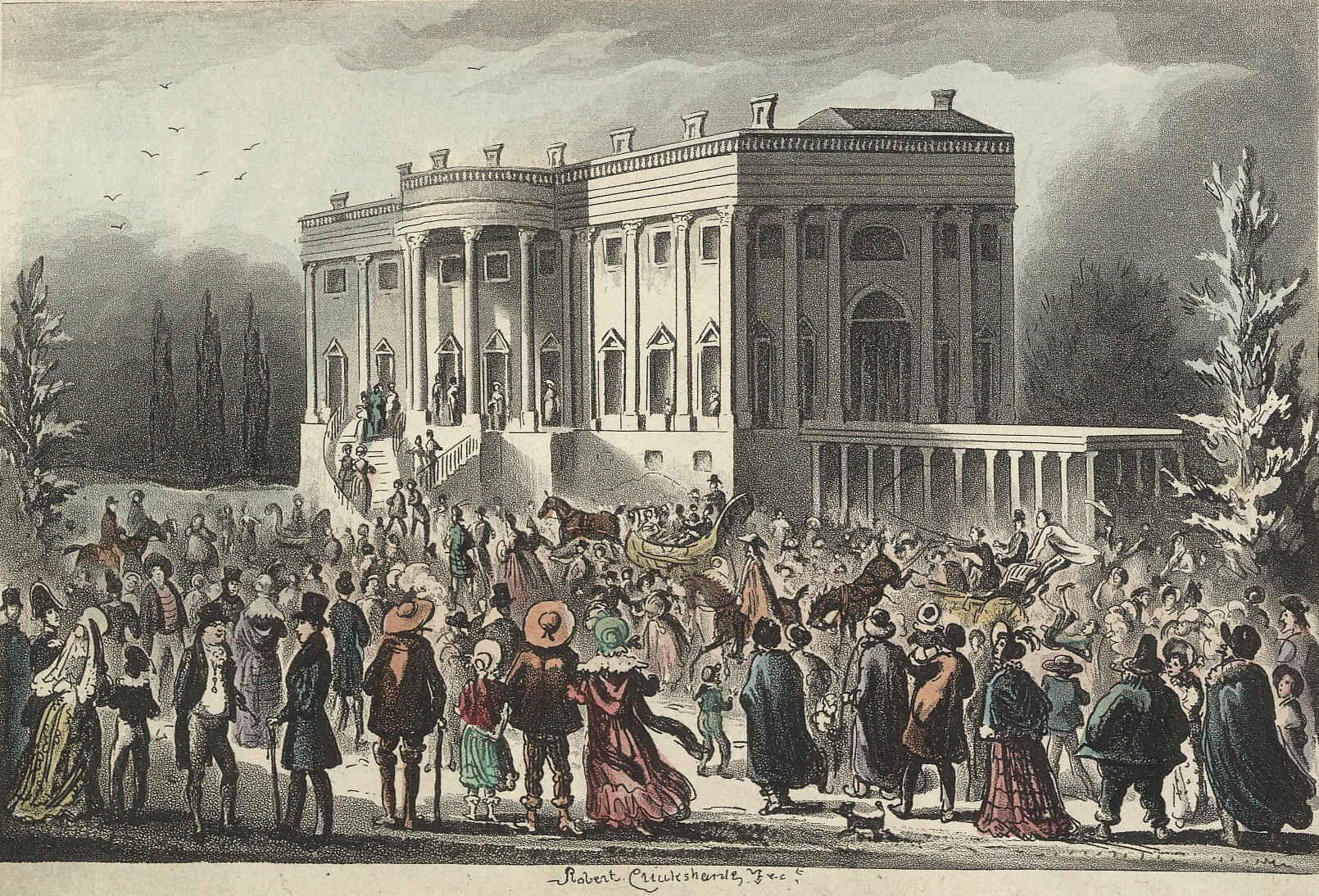
La folla accorsa al ricevimento dato alla Casa Bianca per l'inaugurazione presidenziale.

Quando vennero annunciati i risultati una folla entusiasta si riversò all'interno della Casa Bianca, danneggiando la mobilia e le lampade. Adams dovette fuggire dalle uscite sul retro e vennero allestiti grandi contenitori ricolmi di punch per attirare la folla nel giardino. I conservatori furono inorriditi da questo evento e lo interpretarono come un presagio di eventi terribili che sarebbero accaduti al paese grazie al primo presidente democratico.
Jackson prestò giuramento solenne il giorno 4 marzo del 1829. Aveva così inizio la presidenza di Andrew Jackson.

### Altre letture
- A Brief Biography of Andrew Jackson 1767-1845: The Election of 1828, in From Revolution to Reconstruction. URL consultato il 15 novembre 2004 (archiviato dall'url originale il 22 febbraio 2008).
- Election of 1828, in U-S-History.com. URL consultato il 15 novembre 2004.
- A Historical Analysis of the Electoral College, in The Green Papers. URL consultato il 20 marzo 2005.